# Morgan ap Pasgen
Morgan ap Pasgen (520? – 550?) è stato un sovrano del Powys (nell'odierno Galles).
Morgan era figlio di Pasgen ap Cyngen e salì sul trono attorno al 540. Visse in uno dei periodi più oscuri della storia inglese e per questo non si conosce nulla di certo su di lui. Inoltre, le sue vicende furono oscurate da quelle del suo contemporaneo, re Maelgwn Mawr del Gwynedd (nel Galles).
Morgan morì attorno al 550 e il regno passò allo zio Brochfael Ysgythrog.